# ترانه‌پرداز

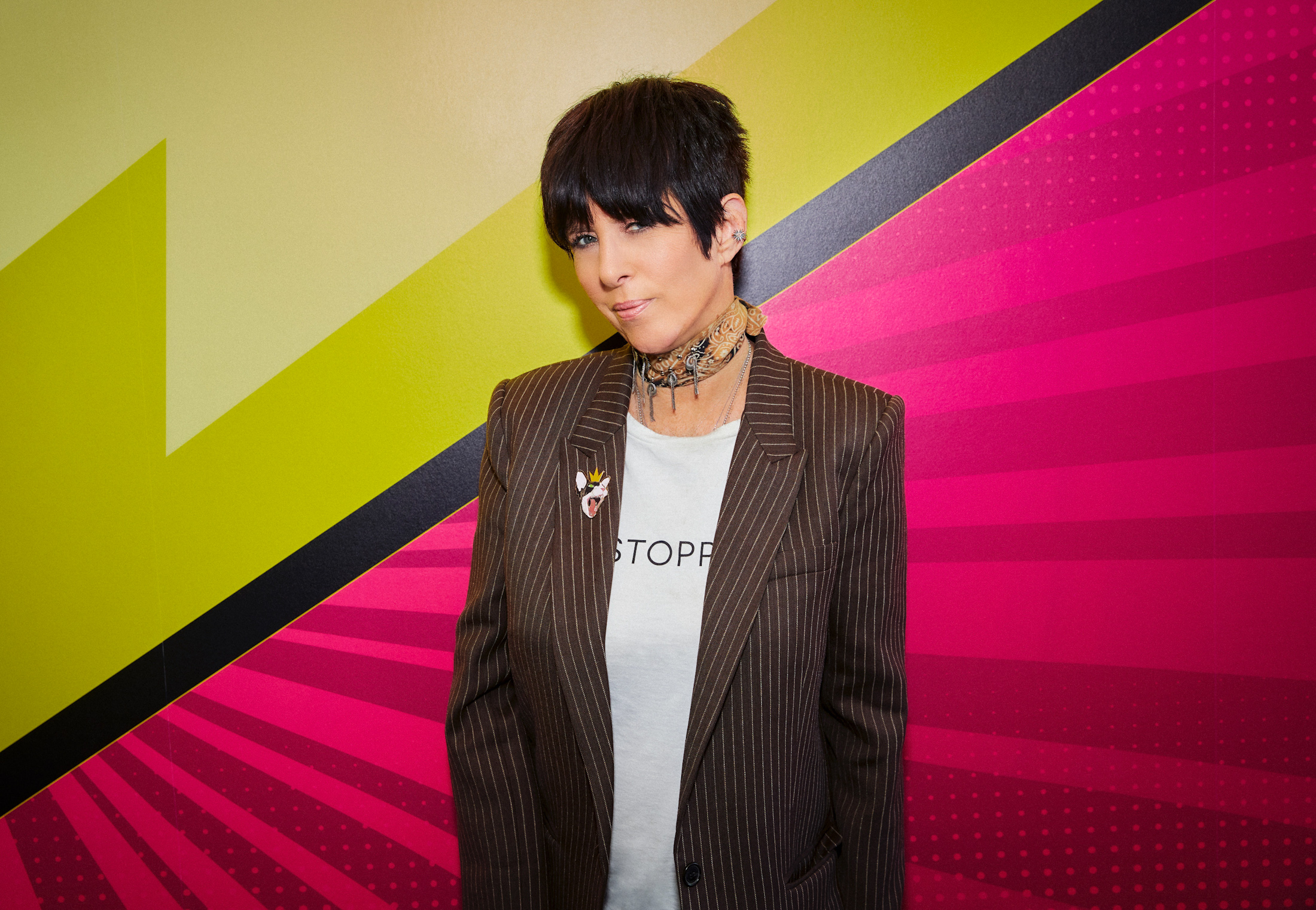
دایان وارن، ترانه‌پرداز آمریکایی با ۱۵ بار کاندیداتوری برای جایزه اسکار

ترانه‌پرداز (انگلیسی: Songwriter) به کسی گفته می‌شود که به صورت حرفه‌ای به نوشتن اشعار و آهنگسازی برای خلق ترانه کار می‌کند. یک ترانه‌پرداز گاه با عنوان آهنگساز نیز شناخته می‌شود چراکه اغلب فعالیت تنظیم موسیقایی یک ترانه نیز برعهدهٔ وی است. فشار وارده از سوی صنعت موسیقی بر هنرمندان موجب شده‌است که گاه فرایند ساخت یک ترانه به یک فعالیت گروهی تبدیل شده و هر یک از مسئولیت‌های موجود در این فرایند بر عهدهٔ یک شخص خاص قرار گیرد. ترانه‌پردازان مستقیماً تحت استخدام ناشرین موسیقی هستند. برخی از ترانه‌پردازان به‌طور مستقل موسیقی خود را منتشر می‌کنند و برخی دیگر دارای قرارداد با ناشرین شخص ثالث هستند.
رویکرد کلاسیک در یادگیری فنون ترانه‌پردازی به صورت آکادمیک و از طریق دوره‌هایی به همراه مدارک معتبر در دانشگاه، کالج یا «مدارس راک» آموزش داده می‌شود. آشنایی با تکنولوژی موسیقی مدرن (علوم کاربردی استفاده از سینث‌سایزر، نرم‌افزارهای آهنگسازی و ویرایش صدا)، فنون ترانه‌پردازی و حتی مهارت‌های کسب‌وکار از پیش‌نیازهای فعالیت یک ترانه‌پرداز در دنیای امروز است. تعداد زیادی از کالج‌های موسیقی دوره‌هایی با موضوع ترانه‌پردازی و آهنگسازی در مقاطع دیپلم یا کسب و کار موسیقی در مقطع کارشناسی ارائه می‌دهند. حق تألیف و نشر آثار هنری (به ویژه در موارد مربوط به آثار مشهور و پرفروش) می‌تواند منبع قابل توجهی از درآمد محسوب شود. از دیدگاه حقوقی و طبق قوانین بین‌المللی کپی‌رایت، تمام ترانه‌های مربوط به سالهای پس از ۱۹۳۴ میلادی، تنها توسط مؤلفین آن قابل تکثیر، فروش و انتقال به غیر است.

## ترانه‌پرداز / نوازنده
ترانه‌پردازان اغلب نوازندگان توانمندی نیز به‌شمار می‌آیند. این حقیقت تا بخشی مربوط رابطهٔ تنگاتنگ متن‌ترانه و موسیقی آن است. چرا که در فرایند «به عمل آوردن» یک ترانه یا تنظیم یک آهنگ، ترانه‌پرداز باید از طریق یک ساز (اصولا گیتار یا پیانو) ملودی و فرمول‌های هارمونیک مورد نظر خود را مورد آزمون و خطا قرار داده و به بهترین ترکیب میان ملودی ترانه و ساختار هارمونیک موسیقی دست یابد. ترانه‌پردازان بایستی بر چند عنصر مشخص در ساختار ترانه تمرکز کنند. هر ترانه دارای یک مقدمه، چندین بیت و یک ترجیع‌بند است. ترانه‌پرداز بایستی یک برگهٔ راهنما تهیه نماید که در آن، نت‌های ملودی به همراه شعر (منطبق با ملودی) و آکوردهای مربوط به هارمونی نوشته شده باشد.

## ترانه‌پرداز / تهیه‌کننده
با پیشرفت‌های اخیر در زمینهٔ تکنولوژی ضبط و آهنگسازی، یک ترانه‌پرداز می‌تواند تمام مراحل تولید یک آهنگ موفق را در لپ‌تاپ خود به انجام برساند. همین پیشرفت در عرصه فناوری آهنگسازی، ظهور چهره‌های ترانه‌پرداز / تهیه‌کننده را به پدیده‌ای رایج تبدیل کرده‌است. از آنجایی که عموم مخاطبان موسیقی با وظایف تهیه‌کنندگی در موسیقی آشنایی ندارند، از این رو بسیاری از فعالیت یک هنرمند به عنوان یک تهیه‌کننده باخبر نیستند.